# Maurício Antônio
Maurício Antônio (født 6. februar 1992) er en brasiliansk fodboldspiller.